# Куценков, Анатолий Акимович
Анато́лий Аки́мович Куценков (14 января 1929 — 1 августа 2020) — советский и российский индолог, политолог, социолог, экономист и историк. Главный научный сотрудник Центра индийских исследований Института востоковедения РАН, кандидат экономических наук (1955), доктор исторических наук (1974). Направления научных исследований: социальные процессы в современном индийском обществе (в частности эволюция кастовой системы), проблемы российско-индийских отношений. Автор более 150 научных работ.

## Биография
В 1951 году окончил коммерческий факультет Института внешней торговли Министерства внешней торговли СССР. С 1955 года — кандидат экономических наук (диссертация «Вопросы внешней торговли Индии после второй мировой войны (1945—1954 гг.)»). С 15 ноября 1974 года — доктор исторических наук (диссертация «Эволюция индийской касты: период капиталистического развития»). В 1989—2001 годах занимал пост руководителя Центра индийских исследований Института востоковедения АН СССР (РАН)..
Участник Всемирного конгресса Международной социологической ассоциации (Торонто, 1974 год), XI Всемирного конгресса Международной ассоциации политической науки (Москва, 1979 год), а также ежегодных международных конференций по геополитике, проводимых мемориальным фондом Индиры Ганди (Дели).
Сын Пётр (род. 1956) — культуролог-африканист, ведущий научный сотрудник ИВ РАН и Государственного института искусствознания.

## Основные работы
Книги на русском языке
- Проблемы разоружения и развивающиеся страны / В. А. Бабак, Н. А. Гневушев, А. А. Куценков, др.; АН СССР. Ин-т востоковедения. Науч. совет по исслед. проблем мира и разоружения; Отв. ред. Е. М. Примаков. — М.: Наука, 1983. — 184 с.
- Эволюция индийской касты. — М., 1989;
- Очерки гражданского общества Индии. Ч. 1—3 / отв. ред. Т. Л. Шаумян. — М. : ИВ РАН, 2017—2018

Статьи на русском языке
- «Бхакти в индийской культуре» // Материалы научной конференции «Бхакти — религия любви» / Под ред. Е. Ю. Ваниной и П. К. Вармы. — М.: Культурный центр им. Джавахарлала Неру, 1995;
- «„Россия-Индия“ — прошлое, настоящее, будущее» // Ежегодник МИД РФ, 1997;
- «Полвека сотрудничества и дружбы» — Азия и Африка сегодня, № 7, 1997;
- «Социальный индуизм» // Древо индуизма. — М., 1999;
- «Визит, которого ждали» // Азия и Африка сегодня, 2001. № 2;
- «Индия: традиционный социально-культурный комплекс и политика» // Восток. — 2001. — № 4; 2002. — № 1.

На английском языке
- «Redefining of Good Society», Delhi, 1996;
- «Post-Colonial World. The role of Russia», Delhi, 1997.